# 明秀路站
明秀路站是南宁轨道交通南宁轨道交通2号线和5号线的地铁换乘车站，位于中华人民共和国广西壮族自治区南宁市西乡塘区友爱路与明秀路交叉口地下。2号线站台于2017年12月28日开通，5号线站台于2021年12月16日开通。

## 历史

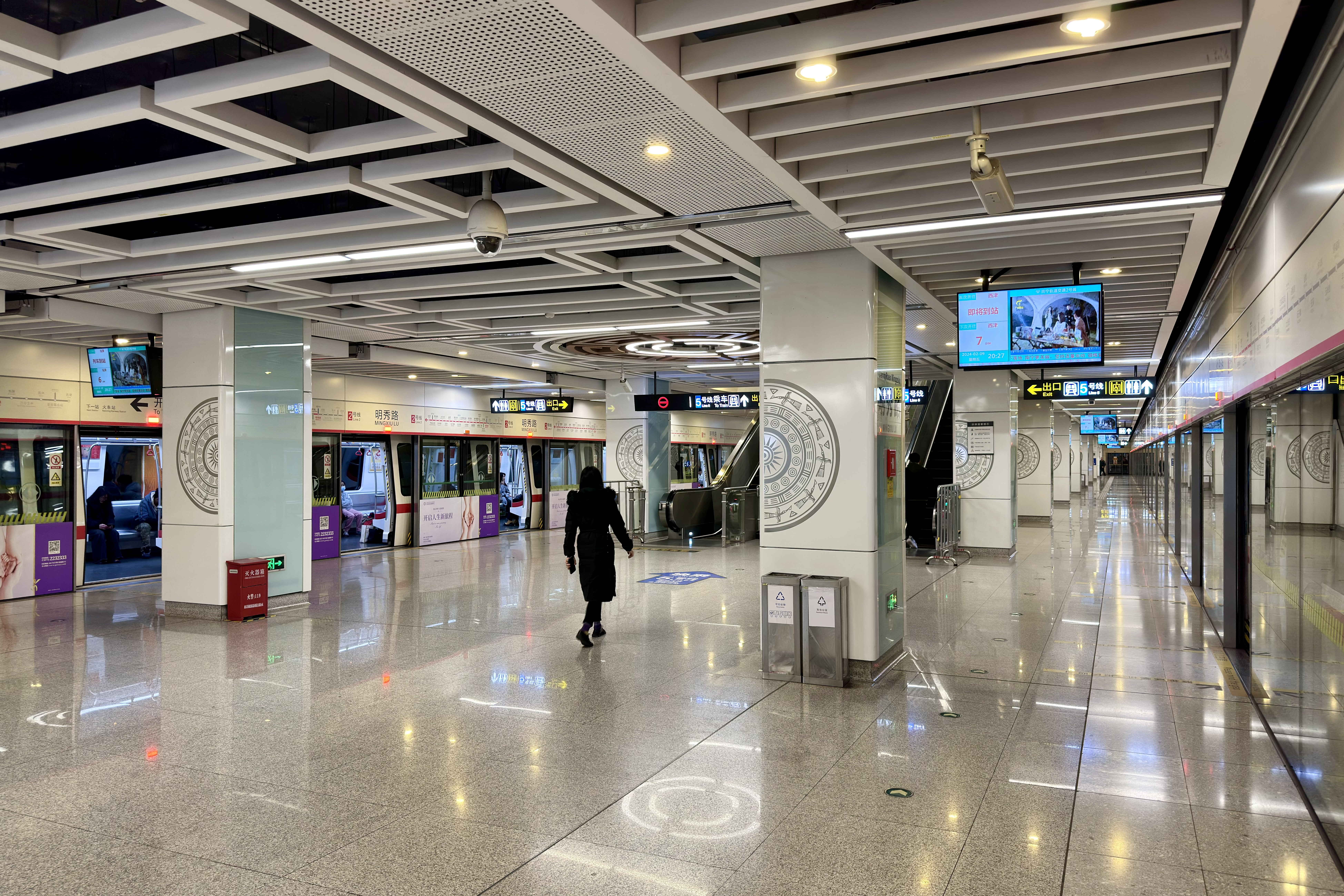
2号线站台

该站于2017年12月28日随2号线开通而投入使用。目前设有6个出入口（另有1个尚未开通）和2个岛式站台。
该站建设时因受周边建筑物拆迁等影响，B出口开工时间较计划推迟了1年。为确保2号线整体开通计划，车站在封顶后仅进行了临时回填与简单硬化，B出口周边约200米的路面与排水管道在2号线开通时尚未进行施工。南宁轨道交通公司已组织施工方于2018年3月23日开始进行明秀路站附近道路进行恢复，并进行排水管一期交通疏解施工。
5号线站台的征地工作于2018年2月进行，
于2021年12月16日实现开通运营。

## 设施

### 结构

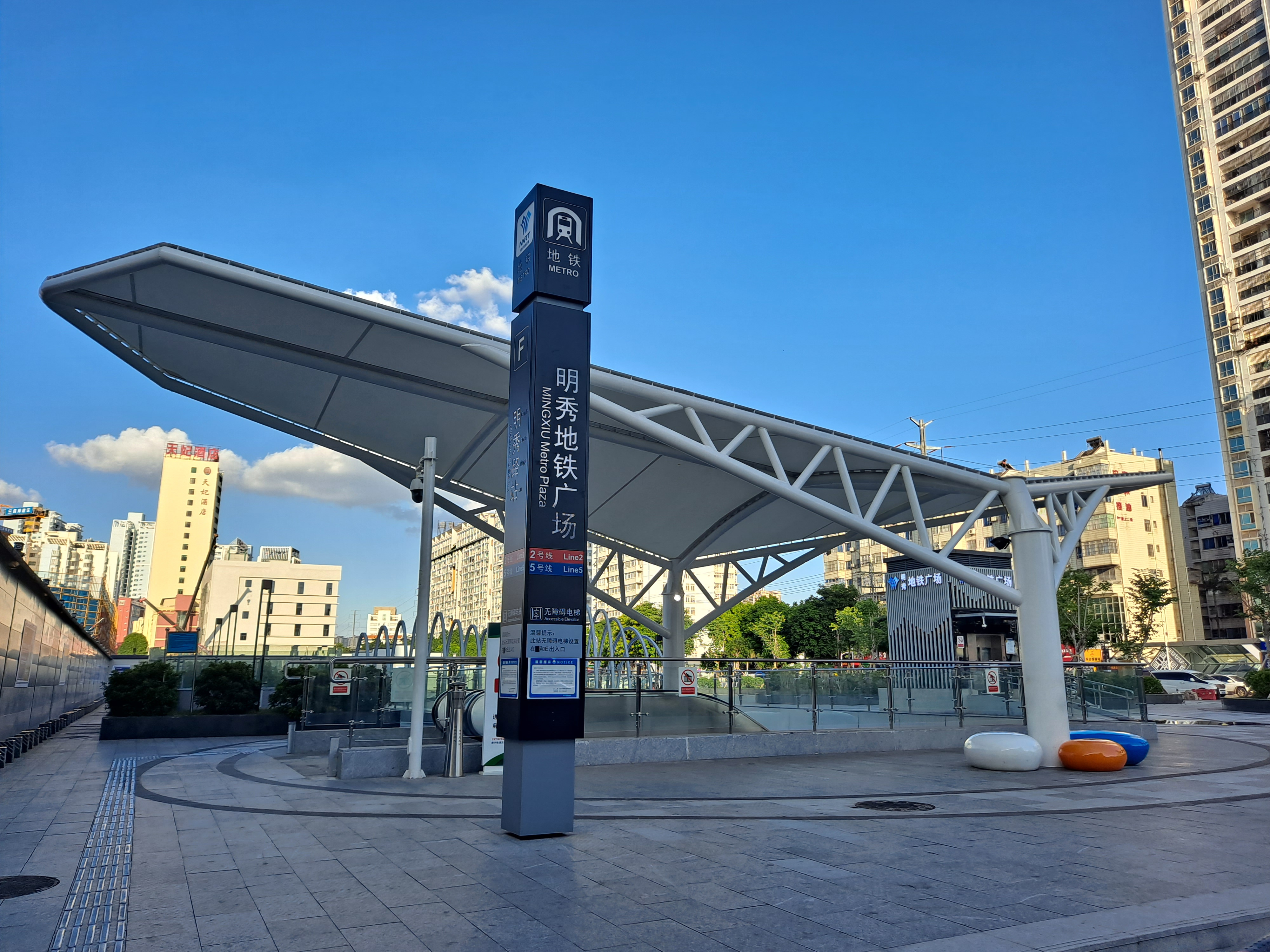
站外的地铁广场

本站设有2层，地面为出入口，地下一层为站厅，地下二层为2号线月台（往西津／坛泽站）。在车站东南角设置有2、5号线的联络通道。东北角出口设有地铁广场。
| 地面     | 出入口                  | 出入口                   |
| 地下一层 | 大堂                    | 客服中心、商店、自助服務 |
| 地下二层 |                         | █ 2号线列車往西津站方向  |
| 地下二层 | 島式月台                |                          |
| 地下二层 | █ 2号线列車往坛泽站方向 |                          |

### 出入口
本站設有6個出入口，其中D出入口为预留口。
| 出口編號 | 建議前往的目的地                       |
| -------- | -------------------------------------- |
| A出入口  | 西乡塘区地税局 西乡塘区教育局          |
| B出入口  | 西乡塘区政府                           |
| C出入口  | 南宁青少年科普馆                       |
| D出入口  | 未开通                                 |
| E出入口  | 南宁保育院 南宁师范大学 广西中医药大学 |
| F出入口  | 南宁体育事业局 广西电影集团            |